# むじょう
株式会社むじょうは「変化にもっと優しく」をブランド理念とし、2020年に創業された葬祭関連事業を主とする株式会社である。

## 創業経緯
祖父の葬儀を通じて、葬儀が故人の新たな一面を知る機会になると感じた代表の前田陽汰と、友人であるあっぷるささき、杉村元が、コロナ禍での新しい弔いの形を模索し、招待制の追悼サイト「葬想式」を作成したことをきっかけに、会社を設立。

## 沿革
- 2020年
  - 5月 創業。
  - 7月 コロナ禍でも思い出が集められる追悼サイト「葬想式」をリリース。[5][6]
- 2021年
  - 当時インターンとして働いていた中澤希公の死別体験をきっかけに、亡き父へ想いを綴るオンライン展示会での死んだ父の日展を開催[7]。
- 2022年
  - 死んだ母の日展を開催[8][9]。
  - 自宅葬専門ブランド「自宅葬のここ」を展開[10][11]。
  - 「葬想式」が学生や卒業・修了直後の新卒者を対象としたグッドデザイン賞である、グッドデザイン・ニューホープ賞で優秀賞を受賞[12]。
- 2023年
  - Forbes Japan が選ぶ 世界を変える「30歳未満の30人」に代表の前田が選出[13][14]。